# Gueorgui Mouchel
Pour les articles homonymes, voir Mouchel.
Gueorgui Mouchel est un compositeur russe né en 1909 à Tambov en Russie et mort en 1989.
Il fut l’élève de Gnessin, Alexandrov, Oborin et Miaskovski lorsqu'il étudia le piano au conservatoire de Moscou de 1930 à 1936. Puis il enseigna le piano au Conservatoire de Tachkent en Ouzbékistan et devint professeur de composition en 1976. Influencé par la musique traditionnelle locale, il est mort à Tachkent en 1989.
Sa Toccata, tirée d’une suite ouzbèke en trois mouvements comprenant une aria et une fugue, est l’une des rares œuvres pour orgue de l’auteur qui aient été publiées (par Peters) dans un volume intitulé « Soviet Organ Music ». 
Gueorgui Aleksandrovitch Mouchel a également composé un opéra, quatre ballets, une cantate, trois symphonies, six concertos pour piano, de la musique de chambre, des œuvres vocales, des musiques de film, des préludes pour orgue et une suite de fugues sur des thèmes et mélodies ouzbèkes (1947).